# 伊保苏
伊保苏是巴西圣保罗州的一个市镇。总面积209.141平方公里，总人口13608人，人口密度65.1人/平方公里。